# Gaius von Ephesus
Gaius von Ephesus war einer der Siebzig Jünger. Im Neuen Testament wird er als Gastgeber des Apostels Paulus in Ephesos erwähnt (Röm 16,23 ) und soll der zweite Bischof von Ephesos nach dem Apostel Timotheus gewesen sein. Gaius wird als Heiliger verehrt, sein Gedenktag ist der 5. November.